# 小林照彦
小林 照彦（こばやし てるひこ、1920年〈大正9年〉11月17日 - 1957年〈昭和32年〉6月4日）は、日本の陸軍軍人、航空自衛官。陸士53期。最終階級は帝国陸軍では陸軍少佐、空自では2等空佐。

## 経歴

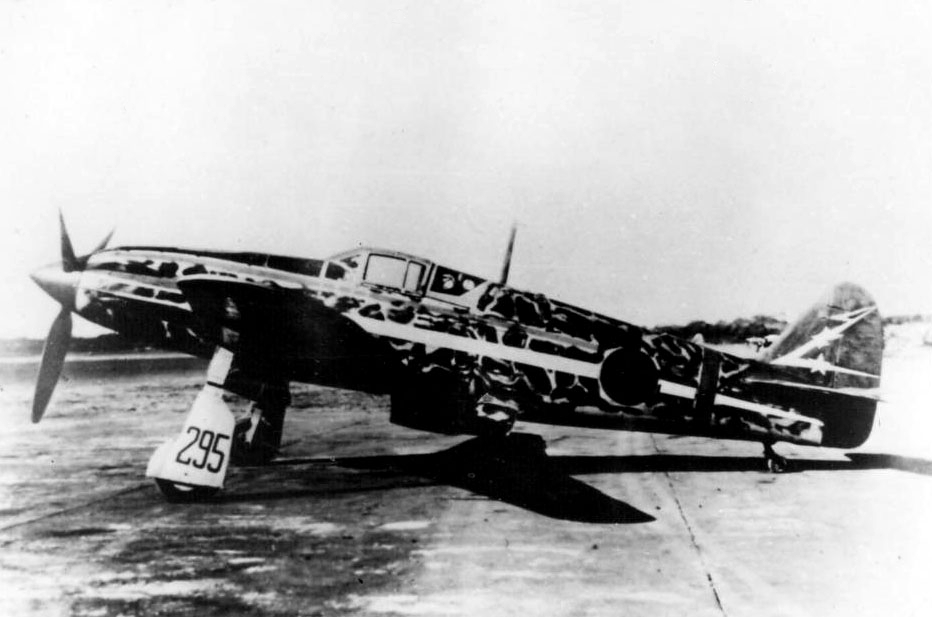
1945年1月、飛行第244戦隊本部小隊・小林戦隊長機たる三式戦「飛燕」一型丙（キ61-I丙）。
垂直尾翼に描かれたものが部隊マーク（個性豊かなマーク・塗装・迷彩を施すことが認められていた陸軍航空部隊の中でも、特に第244戦隊は派手なことで知られる）

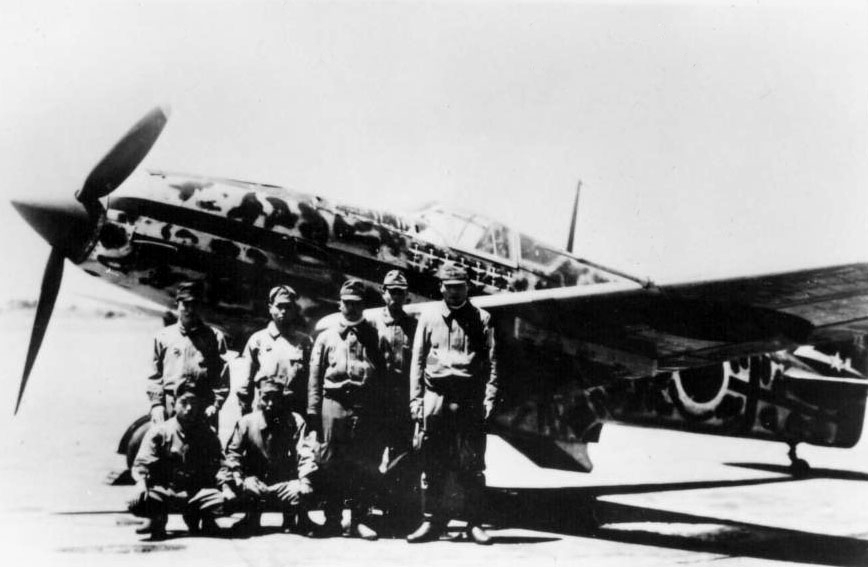
1945年5月、飛行第244戦隊本部小隊・小林戦隊長機たる三式戦「飛燕」一型丁（キ61-I丁）と写る小林（最右）および、同戦隊の空中勤務者と地上勤務者達。操縦席側面の14個のB-29のシルエットは撃墜マーク

### 陸士53期卒業、航空兵将校となる
1920年（大正9年）11月17日、東京府に生まれる。国士舘中学校を経て、1940年（昭和15年）2月に陸軍士官学校53期を卒業し、同年5月に陸軍砲兵少尉に任官したが、直後に砲兵科から航空兵科に転科し（昭和15年5月 陸軍航空兵少尉）、空中勤務者（分科は「軽爆撃機」）となる。
飛行第45戦隊、飛行第66戦隊を経て、1943年（昭和18年）11月に飛行分科を「戦闘機」に転じ、明野陸軍飛行学校亀山分校で戦闘機学生教育を受ける。戦闘機学生教育終了後、明野陸軍飛行学校、佐野陸軍飛行場、林陸軍飛行場で教官任務に就く。

### 飛行第244戦隊長として奮戦
1944年（昭和19年）11月末、帝国陸軍史上最年少（満24歳、階級は陸軍大尉）の飛行戦隊長として東京都下調布の飛行第244戦隊に着任。当初は三式戦闘機「飛燕」、1945年（昭和20年）5月以降は五式戦闘機に搭乗して、終戦まで日本本土の防空任務にあたった。
帝国陸軍航空部隊の飛行戦隊は、地上部隊の連隊に相当するが、その長である戦隊長は、階級や年齢に関わらずに、自ら第一線機に搭乗して陣頭指揮を執った。なお、飛行戦隊の上級部隊であり、地上部隊の旅団に相当する飛行団の長である飛行団長も、自ら第一線機に搭乗して麾下の飛行戦隊を空中指揮した例が珍しくない。1944年（昭和19年）8月20日、北九州に来襲したB-29 編隊を迎撃し、B-29 1機を撃墜した第16飛行団長の新藤常右衛門中佐（陸士36期、当時41歳）の例があり、渡辺洋二は「〔新藤中佐は〕おそらくB-29撃墜者の最長老であろう」と評している。
飛行第244戦隊長となった小林も、戦隊長標識を施した三式戦「飛燕」や五式戦を駆って本土防空戦の陣頭に立ったが、1945年（昭和20年）4月12日に乗機を撃墜されて山梨県大月市付近に落下傘降下した際には、救助してくれた村人に、小林が「自分は調布の戦隊長です」と言っても、村人は「そんな若い部隊長さんなんて嘘でしょ」と全く信じてくれなかったという。
1945年（昭和20年）1月27日、B-29 1機を体当たりで撃墜し、落下傘降下して生還。小林は軽傷（擦過傷、打撲傷）を負ったのみであった。
4月12日にB-29の編隊に単機突入し、護衛のグラマンF6Fの射撃で被弾し、操縦不能となるも、落下傘降下して再び生還。この際、右脚に機関砲弾破片の盲管銃創を受ける（小林の日記の記載による）。
5月15日に、第1総軍司令官 杉山元 元帥陸軍大将から、飛行第244戦隊に部隊感状が授与された。それに先立ち、小林は第1総軍に呼ばれて「こんど感状を授与したいと思うが、君への個人感状にしようか、それとも部隊感状にしようか」と聞かれた。小林は「当然部隊感状にして頂きたい」と即答した。小林はこの時に陸軍少佐に進級し、表彰状、ならびに陸軍武功徽章（乙）が授与された。
帝国陸軍での最終階級は陸軍少佐。敵機撃墜数は12機（うち、1機は体当たり撃墜したB-29）。

### サラリーマンを経て航空自衛隊へ
敗戦後、1945年11月1日に復員して東京の自宅に戻る。いくつかの職を転々とするも、1946年（昭和21年）8月に、陸軍で懇意だったある元陸軍技術中佐が経営陣に加わっている佐賀板紙株式会社（外部リンク）に入社して生活の安定を得る。勤務と並行して、1946年（昭和21年）4月に明治大学法学部（二部）に入学し、1950年（昭和25年）に卒業。
サラリーマンとしての勤務を続けながら、「日本空軍設立」の運動に取り組む。
小林は佐賀板紙株式会社で実績を挙げ、将来を嘱望されていたが、1954年（昭和29年）7月に航空自衛隊が創設されると同社を退職して9月4日付でこれに入隊、帝国陸軍時代の経歴から3等空佐（陸軍少佐相当）となった。航空自衛隊幹部学校へ入校し、ふたたび戦闘機操縦者の道を歩んだ。松島基地、築城基地を経て1955年（昭和30年）11月から約半年間、アメリカ合衆国に留学しF-86戦闘機の操縦教育を受ける。

### 殉職
帰国後、浜松基地で第1飛行団第1飛行隊長として教官勤務につくが1957年（昭和32年）6月4日、搭乗のT-33練習機が離陸直後に墜落。同乗者の天野裕3等空佐を先に脱出させた（脱出時の高度が低すぎたため天野3佐も殉職し2等空佐に特進）後、市街地に機を墜落させないよう最後まで操縦しての殉職だった。生涯飛行時間は約2千時間であった。殉職により2等空佐に特進し、正六位に叙され、勲五等瑞宝章を追贈された。

### 30年後の慰霊祭
小林の殉職から30年が過ぎた1987年（昭和62年）5月30日、阿佐ヶ谷神明宮にて小林の慰霊祭が執行された。小林の遺族、陸士53期同期生（11名、及び未亡人2名）、飛行第244戦隊の戦友、航空自衛隊の同僚、佐賀板紙株式会社の同僚、航空幕僚監部厚生課関係者らの多数が参列した。
小林が昭和32年に殉職する直前、航空幕僚監部が教育研究目的で小林へのインタビューを行って、小林の肉声を収録したレコードを製作／保存しており、この慰霊祭で初めて公に再生され、遺族は小林の肉声を30年ぶりに聞くことが出来た。
昭和62年時点で、未亡人の千恵子は健在であり、空自殉難者遺族の会「とぼしび会」の会長を務めていた。3人の遺児（→#家族）はいずれも立派に成人しており、5人の孫が生まれていた。

## 家族
妻の千恵子（大正13年生、跡見女学校〈現：跡見学園中学校・高等学校〉卒業）は、大川甚太郎（弁護士）の長女。千恵子の2人の弟はいずれも弁護士となり、千恵子の妹の一人は大西勝也（裁判官、後に最高裁判所判事）に嫁いだ。
照彦と千恵子の夫婦は、2男1女に恵まれた。